# Cabdill ullclar
El cabdill ullclar (Atalotriccus pilaris) és una espècie d'ocell de la família dels tirànids (Tyrannidae) i única espècie del gènere Atalotriccus. Habita matolls àrids i arbusts espinosos, sovint a prop de l'aigua, localment a Panamà, nord i est de Colòmbia, Veneçuela i Guyana.